# Ponte Gwangan
A ponte Gwangan é uma ponte pênsil localizada em Busan, Coreia do Sul. Ele conecta Haeundae-gu a Suyeong-gu. O pavimento é de cerca de 6500 m de comprimento, com a ponte como um todo abrangendo 7420 m. É a maior ponte do país.
A construção começou em 1994 e concluída em Dezembro de 2002, com um custo total de 789,9 bilhões de wons. A ponte abriu temporariamente em Setembro e Outubro de 2002 para os Jogos Asiáticos de 2002. No entanto, não foi inaugurada oficialmente até Janeiro de 2003.